# Staffan Tällberg
Curt Staffan Tällberg, född 17 april 1970 i Bollnäs i Gävleborgs län, är en svensk tidigare backhoppare som tävlade åren 1987-1996. Han representerade Bollnäs GIF (Bollnäs Gymnastik och Idrottsförening).

## Karriär
Staffan Tällberg debuterade i världscupen i backhoppning under öppningstävlingen i tysk-österrikiska backhopparveckan säsongen 1986/1987 (backhopparveckan ingår i världscupen) i Schattenbergbacken i Oberstdorf i dåvarande Västtyskland 30 december 1986. Han blev nummer 81 i sin första världscuptävling. Tällberg var bland de tio bästa i en deltävling i världscupen första gången i normalbacken i Sapporo i Japan 19 december 1987 då han blev nummer 6. dagen efter i stora backen kom han på prispallen. Han blev nummer tre efter Matti Nykänen från Finland och Jiří Parma från dåvarande Tjeckoslovakien. Tällberg vann en delseger i världscupen, i skidflygningsbacken Letalnica i Planica i Slovenien 23 mars 1991. Han var som bäst i världscupen säsongerna 1987/1988 och 1990/1991 då han blev nummer 12 sammanlagt. I backhopparveckan blev han som bäst nummer 6 totalt säsongen 1987/1988. 
Han slutade också på andra plats vid tävlingen i Garmisch-Partenkirchen nyårsdagen 1988.
Tällberg startade i junior-VM 1988 i Saalfelden i Österrike. Där vann han en silvermedalj, efter Heinz Kuttin från Österrike. Under junior-VM 1989 i Vang i Norge vann han en bronsmedalj.
Staffan Tällberg deltog i 1988 års olympiska tävlingar i Calgary i Kanada. Där han slutade på åttonde plats i såväl normalbacken som stora backen, samt ingick i det svenska lag (Per-Inge Tällberg, Anders Daun, Jan Boklöv och Staffan Tällberg) som slutade på sjunde plats vid lagtävlingen. Under olympiska spelen 1992 i Albertville i Frankrike slutade Tällberg på en delad 35:e plats i normalbacken och en delad 27:e plats i stora backen. I lagtävlingen blev det svenska laget (Magnus Westman, Jan Boklöv, Staffan Tällberg och Mikael Martinsson) nummer nio. Tällberg deltog även i olympiska spelen 1994 i Lillehammer i Norge. Där blev han nummer 34 i normalbacken, 56 i stora backen och nummer 10 i lagtävlingen med svenska laget (Fredrik Johansson, Johan Rasmussen, Staffan Tällberg och Mikael Martinsson).
I skid-VM 1989 i Lahtis i Finland slutade Tällberg som nummer 26 i normalbacken, som nummer 19 i stora backen samt ingick i det svenska lag som slutade på femte plats vid lagtävlingen. Under skid-VM 1991 i Val di Fiemme i Italien, blev Tällberg nummer 11 i normalbacken och 29 i stora backen. I skid-VM 1993 på hemmaplan i Falun blev han 37 i normalbacken och nummer 43 i stora backen. Skid-VM 1995 i Thunder Bay i Kanada blev Tällbergs sista. Han blev nummer 51 i normalbacken och nummer 35 i stora backen.
Staffan Tällberg startade  världsmästerskapen i skidflygning 1990 i Vikersund i Norge. Han blev nummer 31. Tällberg slutade en 16:e-plats i skidflygnings-VM 1992 i Harrachov i Tjeckien. Han avslutade backhoppskarriären 1996.

## Övrigt
Staffan Tällberg är yngre bror till Per-Inge Tällberg. 

### Fotnoter
1. ↑  FIS databas, FIS-backhoppar-ID: 60124, läst: 26 april 2022.[källa från Wikidata]
2. ↑  Anki Svärdhagen (15 februari 2014). ”Minns sitt eget OS” (på svenska). Hela Hälsingland. https://www.helahalsingland.se/artikel/minns-sitt-eget-os. Läst 4 mars 2019.
3. ↑  ”Hopplöst för blågul backhoppning” (på svenska). Göteborgsposten. 29 december 2015. https://www.gp.se/sport/hoppl%C3%B6st-f%C3%B6r-bl%C3%A5gul-backhoppning-1.182222. Läst 4 mars 2019.